# 愛媛県立松山商業高等学校
愛媛県立松山商業高等学校（えひめけんりつ まつやましょうぎょうこうとうがっこう、英語: Ehime Prefectural Matsuyama Commercial High School）は、愛媛県松山市旭町にある公立高等学校。略称は松山商業、松山商、松商。

## 概要
全日制（商業科・流通経済科・地域ビジネス科・情報ビジネス科）と定時制（商業科）からなる。
大学進学率が高く、特に松山大学への進学者数が多い。
また、資格取得に力を入れており、特に日商簿記検定や全国商業高等学校協会主催の検定9種目の取得を目標としている。2012（平成24）年度には、情報ビジネス科クラスが2年生時でクラス40人全員が3種類以上1級を合格する「多種目合格」を達成しており、2年生のうちにクラス全員が達成するのはごくまれだと言われている。
四国地方の高等学校で唯一、国家資格の基本情報技術者試験（FE）の午前科目免除制度の認定校に選ばれている。2024年、スーパー・アカウンティング・ハイスクールの指定を受け、そして、簿記会計に特化し高校と大学が連携する「Haul‐Aプロジェクト」(高崎商科大学)の協定を締結した。
部活動ではいくつかの部で全国大会に出場している。

## 沿革
- 1901年
  - 10月10日 - 愛媛県立商業学校設置認可。
  - 10月23日 - 学校規則制定。修業年限本科3年、予科2年、生徒定員200名となる。
- 1902年4月15日 - 道後村に開校（第一回入学式）。
- 1906年4月1日 - 愛媛県立松山商業学校に改称。
- 1908年4月1日 - 所在地が松山市旭町になる。
- 1922年4月1日 - 予科を廃止。
- 1948年4月1日 - 学制改革で愛媛県立松山商業高等学校となる。
- 1949年9月1日 - 愛媛県立松山第一高等学校（後の愛媛県立松山東高等学校）に統合され、愛媛県立松山東高等学校商業科となる。
- 1952年1月25日 - 愛媛県立松山東高等学校から分離し、愛媛県立松山商業高等学校となる。
- 1969年4月1日 - 商業科、営業科、事務科、管理科を設置。
- 1971年4月1日 - 管理科を情報処理科へ改称。
- 1993年4月1日 - 学科改編。商業科、流通経済科、国際経済科、情報処理科を設置。
- 2000年4月1日 - 学科改編。商業科、流通経済科、国際経済科、情報ビジネス科を設置。
- 2017年 - 地域ビジネス科を新設[7]。

## 日商簿記甲子園
- 日本商工会議所が2024年度から開催する第1回全国高等学校日商簿記選手権大会（日商簿記甲子園）（日商簿記検定施行70周年記念事業）の参加校である[8]。

## 部活動

### 硬式野球

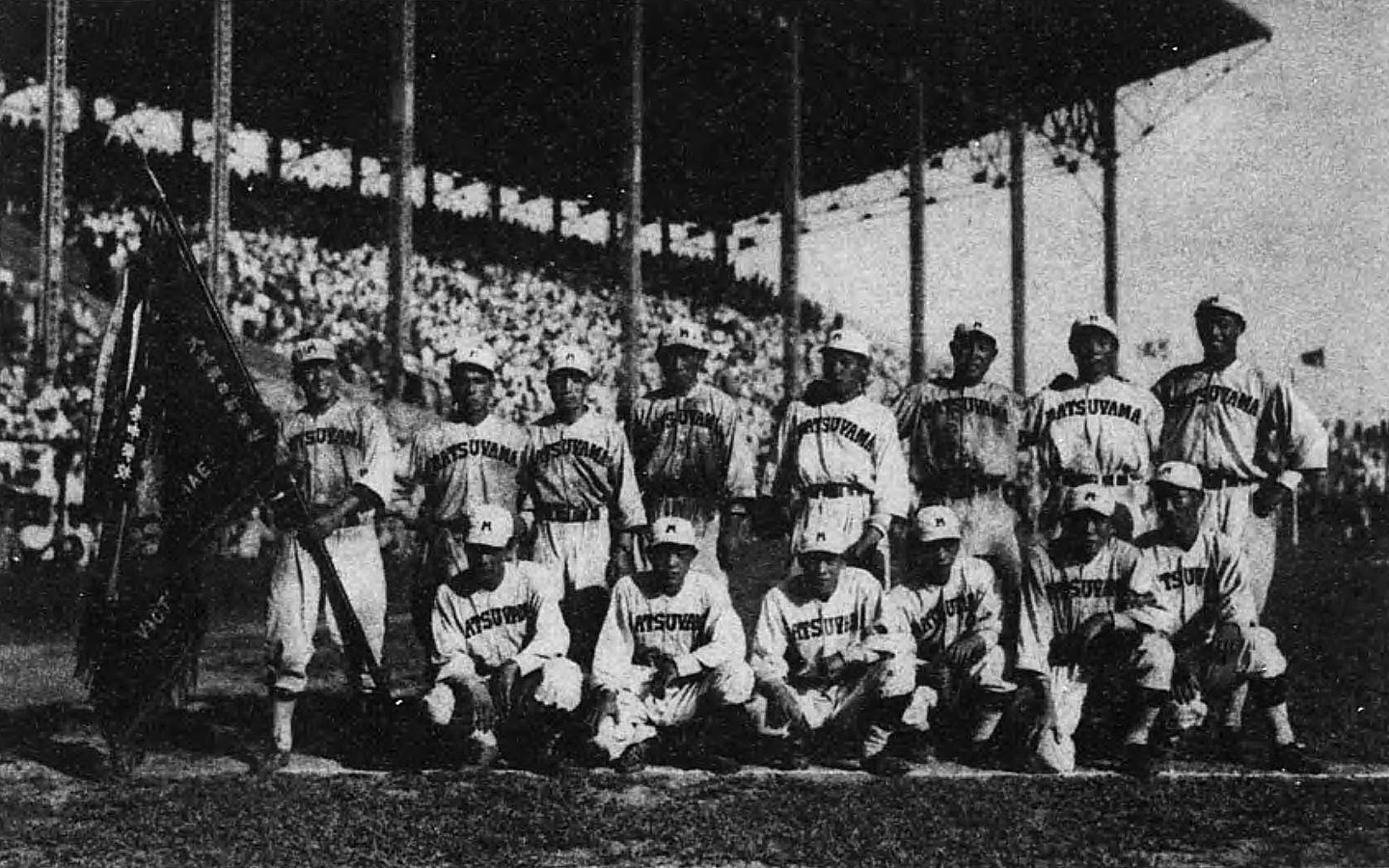
1935年夏（第21回）に優勝した松山商業チーム

甲子園通算80勝（全国優勝7回）を挙げており、高校野球関連の書籍で名門校と言及されている。2016年現在の春夏の成績の内訳は、夏の選手権大会で60勝（出場26回、全国優勝5回、全国準優勝3回、勝利数全国2位）、春の選抜大会で20勝（出場16回、全国優勝2回、全国準優勝1回、勝利数全国20位）。夏の選手権大会では、公立高校として全国最多の勝利数であり、このことから「夏将軍」と呼ばれている。高校野球史上で唯一、大正・昭和・平成の各元号下で全国制覇を果たしている。
名試合として、
- 1969年（第51回）の三沢高校との決勝戦延長18回引き分け再試合（大会史上初）
- 1986年（第68回）準決勝での11連続安打（大会最多記録）
- 1996年（第78回）の熊本工業高校との決勝戦延長10回裏に起こった「奇跡のバックホーム」

などが挙げられる。
また、野球殿堂入りOBを含め、多くのプロ野球選手を輩出している（全国高等学校野球選手権大会 (愛媛県勢)および選抜高等学校野球大会 (愛媛県勢)を参照）。
歴代監督は伝統的に同校野球部OBが務めるのが慣例であったが、教職員の人事異動に伴い2009年8月に就任した重澤和史は今治西野球部OBであり創立以来史上初めて外部出身の監督が就任する形となった。しかし、現在は低迷が続いており、春は1996年（第78回）、夏は2001年（第83回）から出場がないが、21世紀枠の出場候補にも推薦されるなど復活の兆しを見せている。

### 陸上競技
2016年現在、全国高等学校駅伝競走大会に10回出場している。オリンピック選手の土佐礼子が卒業生である。

### 軟式野球
1987年の第32回全国高等学校軟式野球選手権大会で優勝している。
2018年の第63回全国高等学校軟式野球選手権大会に出場している。

### サッカー
2013年に第92回全国高等学校サッカー選手権大会に出場したことにより、50年ぶり6回目（前回の出場は1963年）となる全国大会出場を果たした。

### ラグビー
2010年現在、全国高等学校ラグビーフットボール大会に7回出場している。

### ハンドボール男子
1995年、2001年の全国高等学校総合体育大会ハンドボール競技大会に出場している。

### ソフトボール女子
2014年の全国高等学校ソフトボール選抜大会に出場している。

### 卓球男子
2015年、2016年、2017年の全日本卓球選手権大会、2015年の全国高等学校選抜卓球大会、2015年、2016年、2017年、2018年の全国高等学校総合体育大会卓球競技大会に出場している。

## 学校行事
城山門前まつり
地元大街道商店街等と協力して開催される祭り。この学校の生徒は吹奏楽などのパフォーマンスや物品の販売を行う。
商神祭
この学校の文化祭。2009年に「商神祭」へと改名した。1日目は生徒がステージ発表を行う。2日目には一般人を入場させて、企業などから仕入れた物品を販売する「松商デパート」が行われる。2011年3月11日に東日本大震災が発生してからは、愛知県立東海商業高等学校と連携して愛知県東海市や岩手県釜石市の名産品を販売し、売り上げの一部を義援金として岩手県立釜石商工高等学校に寄付している。

## アクセス
- 伊予鉄道勝山町停留場 約350メートル

## 姉妹校
- グラント・ユニオン高等学校（Grant Union High School、アメリカ・サクラメント市）
- 台北市立松山高級商業家事職業学校

## 著名な出身者

### 旧制松山商業学校
（プロ野球）
- 藤本定義 - 元巨人・阪神監督、野球殿堂、1923年度卒
- 森茂雄 - 元阪神・大洋監督、早稲田大学元監督、野球殿堂、1924年度卒
- 中村輝夫（相原輝夫） - 元プロ野球選手、1927年度卒
- 寺内一隆 - 元プロ野球選手、1930年度卒
- 尾茂田叶 - 元プロ野球選手、後に第11代同校野球部監督、1931年度卒
- 三森秀夫 - 元プロ野球選手、1932年度卒
- 高須清 - 元プロ野球選手、1932年度卒
- 景浦將 - 草創期の大阪タイガース（阪神タイガース）の主砲・エース、野球殿堂、1932年度卒
- 坪内道典 - 元プロ野球選手、野球殿堂
- 菅利雄 - 元プロ野球選手、1935年度卒
- 筒井良武 - 元プロ野球選手、1935年度卒
- 伊賀上潤伍 - 元プロ野球選手、1935年度卒
- 筒井修 - 元プロ野球選手、1935年度卒
- 中山正嘉 - 元プロ野球選手、1936年度卒
- 千葉茂 - 元プロ野球選手・監督、野球殿堂、1937年度卒
- 高久保豊三 - 元プロ野球選手、1936年度卒
- 山田潔 - 元プロ野球選手、1937年度卒
- 沼田春雄 - 元プロ野球選手
- 渡辺絢吾 - 元プロ野球選手
- 景浦賢一 - 元プロ野球選手、1940年度卒
- 武智修 - 元プロ野球選手、1942年度卒
- 中野道義 - 元プロ野球選手、1943年度卒

（高校野球指導者）
- 近藤兵太郎 - 初代同校野球部監督、1907年度卒

（政財界）
- 藻利重隆 - 経営学者、一橋大学・山梨学院大学名誉教授
- 越智二良 - 随筆家、元松山子規会会長
- 久保喬 - 児童文学作家
- 白石春樹 - 政治家、元愛媛県知事・元愛媛県議会議員
- 伊賀貞雪 - 政治家、元愛媛県知事・元愛媛県副知事
- 豊田雅孝 - 商工次官、商工中金理事長、のち北予中学へ
- 中村時雄 - 松山市長
- 田中誠一 - 松山市長
- 崎山好春 - 大同海運社長
- 武田義孝 - 体操選手

### 新制松山商業高校
（プロ野球）
- 武内和男 - 元プロ野球選手（松山東商業科）
- 島原幸雄 - 元プロ野球選手（松山東商業科）
- 児玉泰（空谷泰） - 元プロ野球選手、1953年度卒
- 小川滋夫 - 元プロ野球選手、1953年度卒
- 千葉英二 - 元プロ野球選手、1954年度卒
- 千田啓介 - 元プロ野球選手、1961年度卒
- 山下律夫 - 元プロ野球選手、1962年度卒
- 藤原満 - 元プロ野球選手、1964年度卒
- 末永正昭 - 元プロ野球選手、1965年度卒
- 西本明和 - 元プロ野球選手、1966年度卒
- 玉井信博 - 元プロ野球選手、1967年度卒
- 谷岡潔 - 元プロ野球選手、1969年度卒
- 西本聖 - 元プロ野球選手、1974年度卒
- 沖泰司 - 元プロ野球選手、沖樹莉亜の父、1978年度卒
- 酒井光次郎 - 元プロ野球選手、1985年度卒
- 水口栄二 - 夏の甲子園最多安打記録保持者、元プロ野球選手、1986年度卒
- 佐野重樹 - 元プロ野球選手、1986年度卒
- 吉見宏明 - 元台湾プロ野球選手、1996年度卒
- 西山道隆 - 元プロ野球選手、1997年度卒
- 梅田浩 - 元プロ野球選手、2001年度卒
- 阿部健太 - 元プロ野球選手、2002年度卒

（アマチュア野球）
- 葛城弘樹 - 元社会人野球選手、1981年度卒
- 井上明 - 第51回全国高等学校野球選手権大会優勝投手、元学生野球選手（投手）、元朝日新聞記者、1969年度卒

（高校野球指導者）
- 一色俊作 - 同校野球部部長・コーチを経て第14代同校野球部監督、1955年度卒
- 窪田欣也 - 第21代同校野球部監督、1965年度卒
- 澤田勝彦 - 同校野球部コーチを経て第22代同校野球部監督、1974年度卒
- 堀内尊法 - 創価高等学校野球部監督、元創価大学硬式野球部監督・コーチ、1986年度卒
- 太田弘昭 - 同校野球部コーチを経て京都翔英高等学校、高知中央高等学校などで野球部監督・コーチ、現・寒川高等学校野球部監督、1990年度卒

（ラグビー）
- 仙波優 - 元ラグビー選手

（サッカー）
- 矢野学 - サッカー選手
- 武田治郎 - ヴィッセル神戸トップチームGKコーチ、元プロサッカー選手
- 渡邊創太 - サッカー選手

（陸上競技）
- 土佐礼子 - アテネオリンピック女子マラソン代表
- 大平美樹 - 元陸上競技・マラソン選手
- 兵頭勝代 - 元陸上競技・トライアスロン選手

（ゴルフ）
- 曽根保夫 - プロゴルファー

（学者）
- 青野勝広 - 経済学者、松山大学学長

（マスコミ）
- 中塚眞喜子 - 元南海放送アナウンサー

（漫画家）
- 八木ちあき - 元漫画家

（料理家）
- 平野寿将 - 料理研究家

（政治活動家）
- 遠藤賢次郎 - 政治運動家